# James Holmes (Schauspieler)
James Holmes (geb. 1965 in Wolverhampton, Vereinigtes Königreich) ist ein britischer Schauspieler und Drehbuchautor, der vor allem durch seine Rolle des Clive in der BBC-Sitcom Miranda bekannt wurde.

## Leben
Holmes war in vielen West-End-Theatre-Produktionen und regionalen Theaterproduktionen zu sehen, die Rolle der Lady Bracknell in The Importance of Being Earnest für das New Players Theatre und verschiedene Rollen in Catherine Tate's Theatre-Comedyshow eingeschlossen. Holmes machte seine Ausbildung an der The Poor School in London. Zudem war Holmes in den britischen Serien Psychoville und Dani's House zu sehen.
Zu hören war er als Roy Silver in der BBC Radio 4-Adaptation von Agatha Raisin-Serie von M.C Beaton, Marion Chesney.
Einen Cameo-Auftritt hatte er zudem in Coronation Street.

## Filmografie (Auswahl)
- 1992: Blue Black Permanent
- 1995–1996: The Geeks (Fernsehserie, 3 Folgen)
- 2001: Lava
- 2001: Toll (Kurzfilm)
- 2004–2005: The Catherine Tate Show (Fernsehserie, 5 Folgen)
- 2006: The Lives of the Saints
- 2007: Death Defying Acts
- 2008–2013: Doctors (Fernsehserie, 3 Folgen)
- 2009–2013: Psychoville (Fernsehserie, 4 Folgen)
- seit 2009: Miranda (Fernsehserie)